# Camden (hrabstwo Knox)
Camden – jednostka osadnicza w Stanach Zjednoczonych, w stanie Maine, w hrabstwie Knox, nad Oceanem Atlantyckim.